# 武障河
武障河，古称西五丈河，位于中国江苏省灌南县，西起盐河东岸新安镇北武障河闸，上接南六塘河，东北流至北陈集镇东三岔接灌河。全长12.5公里。